# Marcos Cuenca Aranda
Marcos Cuenca Aranda (Zaragoza, Aragón, España, 7 de noviembre de 2002) es un futbolista español que juega como extremo derecho en el Real Zaragoza de la Segunda División de España.

## Carrera
Jugador formado en la cantera del Real Zaragoza, en su primer año como jugador senior saldría cedido al Club Deportivo Brea de la Segunda Federación. Tras una buena temporada en el Brea, volvería al Deportivo Aragón y debutaría con el primer equipo maño de la mano de Fran Escribá en la jornada nº15 de liga que el equipo maño disputaría contra el Elche Club de Fútbol en el Estadio Martínez Valero. Entraría en el terreno de juego sustituyendo a Manu Vallejo en el minuto 87, en un partido que finalizaría, con la derrota por dos a cero para los maños.
En junio de 2024, renovaría hasta 2028, y pasaría al primer equipo zaragocista a todos los efectos.

## Clubes
| Club             | País   | Año       |
| ---------------- | ------ | --------- |
| C. D. Brea       | España | 2021-2022 |
| Deportivo Aragón | España | 2022-2025 |
| Real Zaragoza    | España | 2023-Act. |